# Biały Bór
Biały Bór [ˈbʲawɨ bur]ⓘ (deutsch Baldenburg) ist eine Stadt mit Sitz einer Stadt- und Landgemeinde im Powiat Szczecinecki (Neustettin) in der polnischen Woiwodschaft Westpommern.

## Geographische Lage
Die Stadt liegt in der historischen Landschaft Westpreußen an der Grenze zu Hinterpommern, am Abfall des Baltischen Höhenrückens, etwa dreißig Kilometer nordöstlich von Szczecinek, am Ostrand der Draheimer Seenplatte in der Rinne zwischen dem Labes- und dem Bölzigsee, die durch den Ballfließ verbunden sind, auf 182 Meter Meereshöhe.

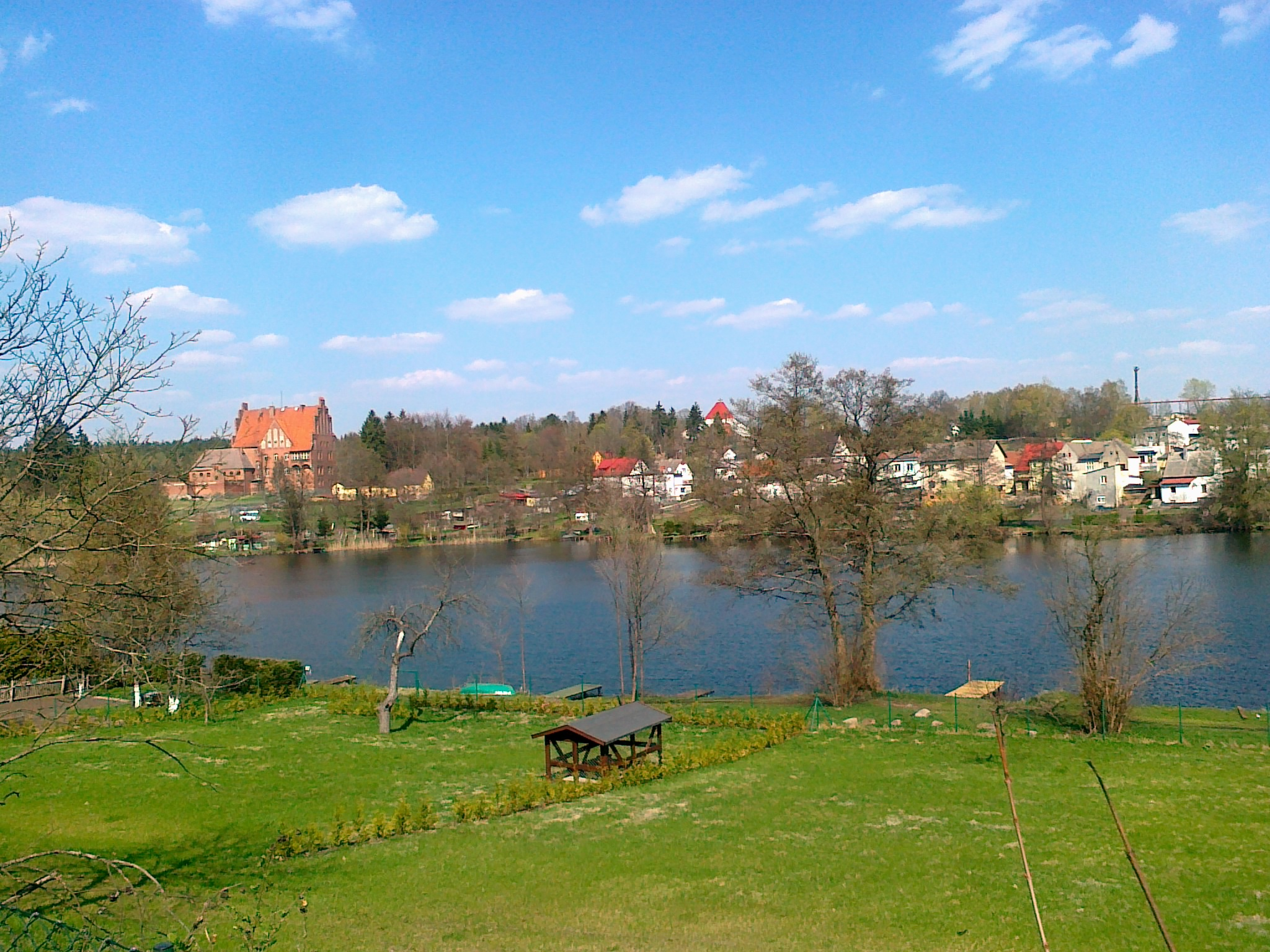
Blick über den Ławiczka-See auf Biały Bór

## Geschichte

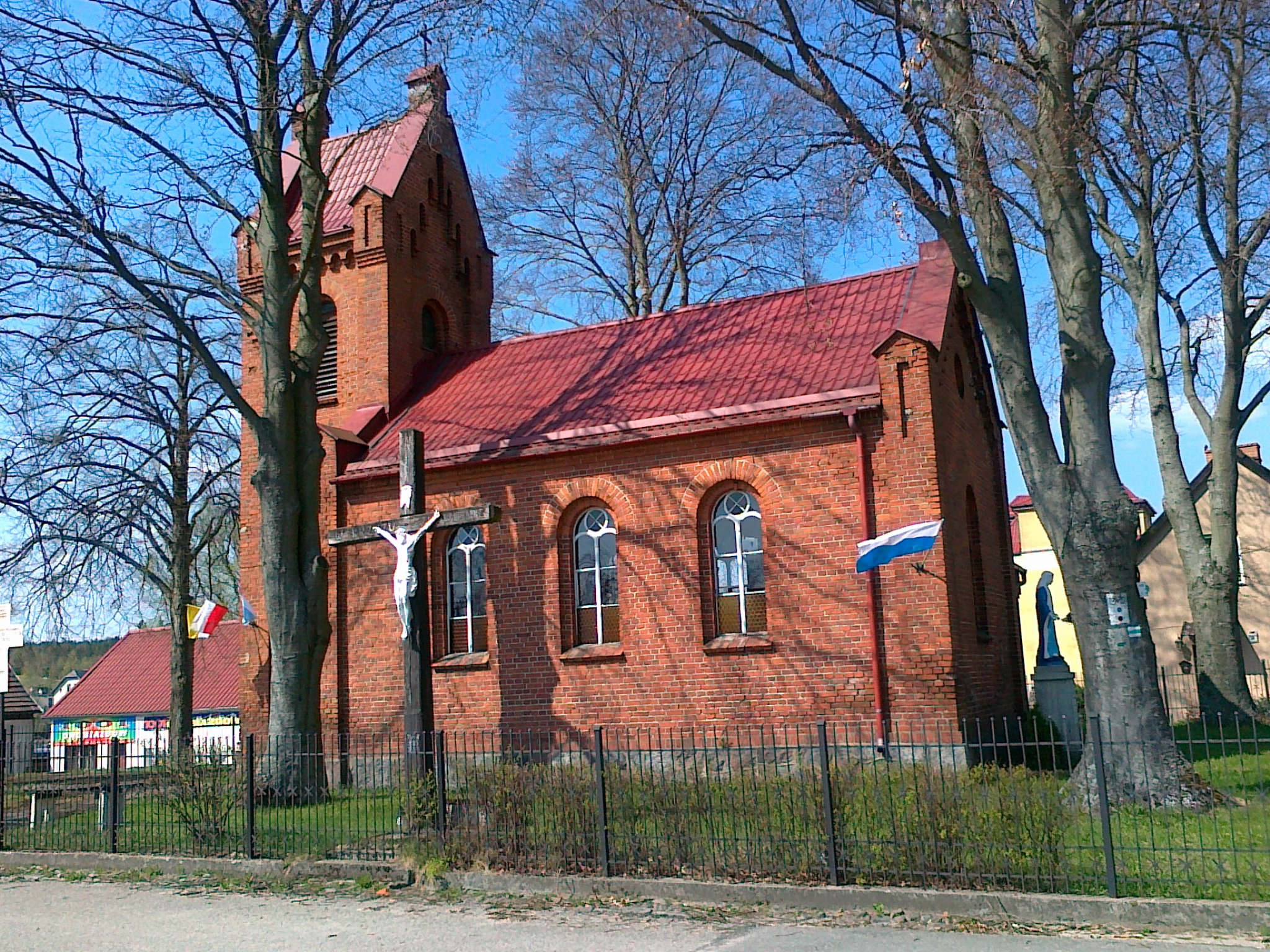
St.-Michaels-Kirche

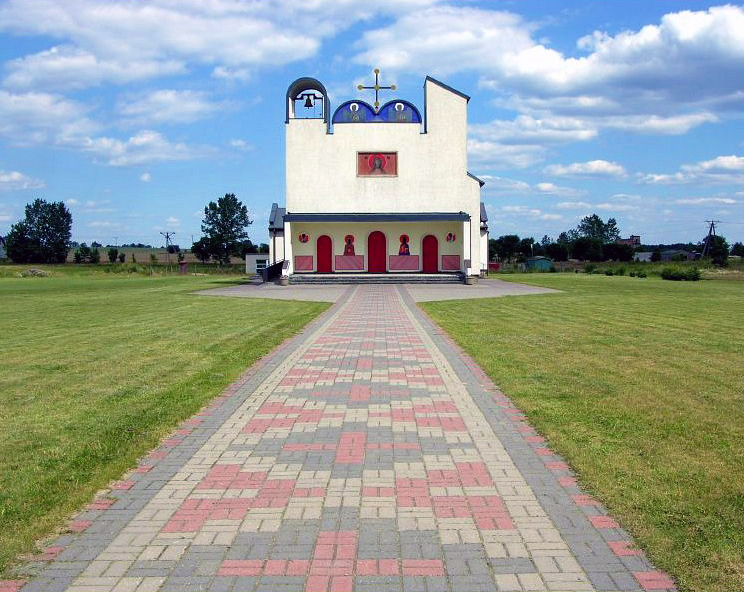
Marienkirche

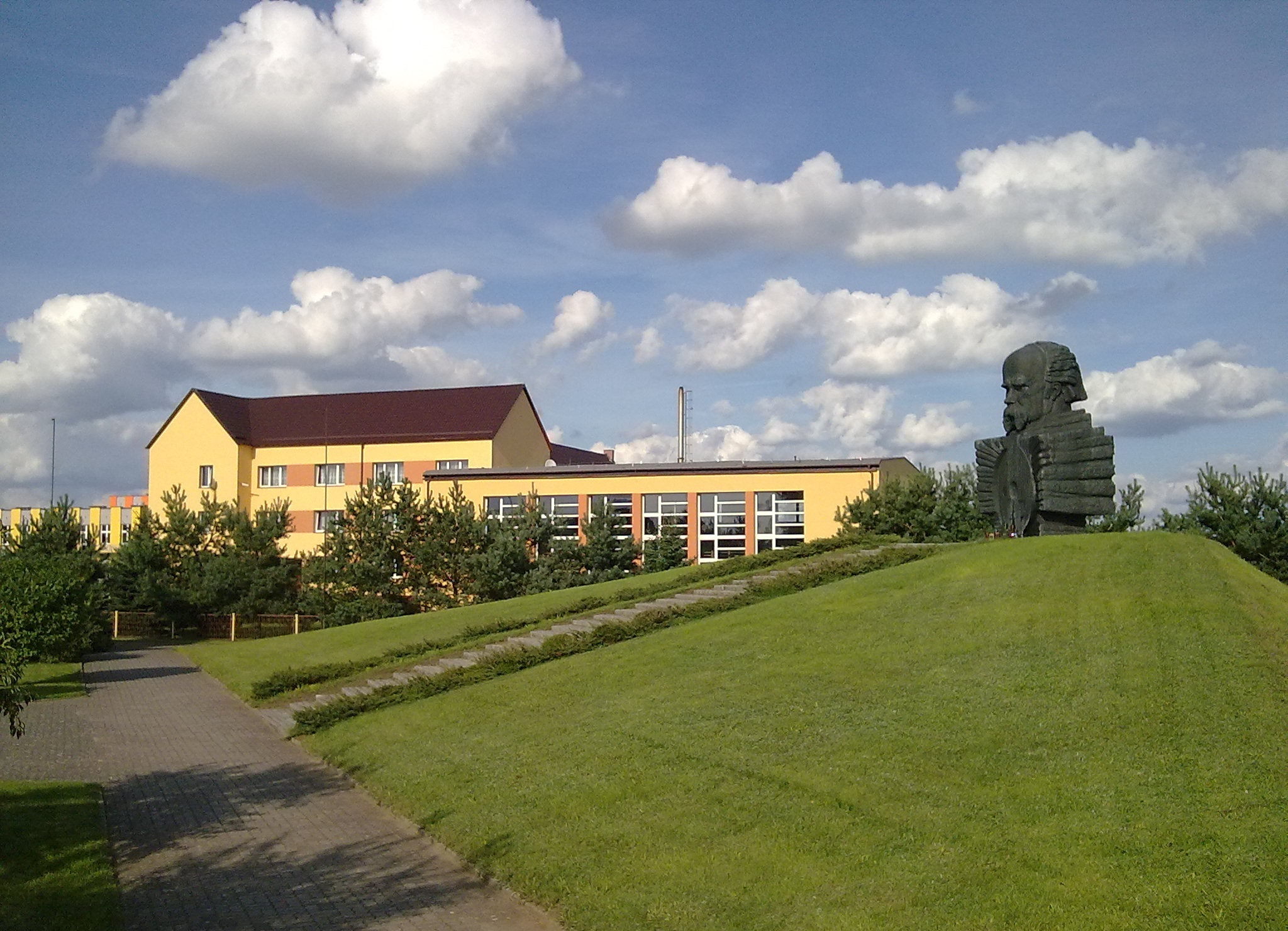
Denkmal für den ukrainischen Dichter Taras Schewtschenko, im Hintergrund die nach ihm benannte Höhere Schule

Der Landstrich, in dem später die Stadt Baldenburg gegründet wurde, gehörte im 12. und 13. Jahrhundert zum Herrschaftsbereich des Fürstenhauses der Samboriden. Nach deren Aussterben kam er im Ergebnis des pommerellischen Erbfolgestreits 1309 an den Deutschen Orden und bildete einen Teil der Komturei Schlochau des Ordensstaates. Die Christianisierung war vermutlich von Polen aus erfolgt, wofür die langdauernde kirchliche Zugehörigkeit zum Erzbistum Gnesen spricht. Vermutlich bestand nahe der späteren Stadt bereits ein slawisches Fischerdorf; überliefert ist ein namenloses Dorf vor der Stadt aber erst in Urkunden von 1410 und 1411. Die Ortschaft wurde in älteren Zeiten Ball de Olde genannt (polnisch Bialenburskie).
Zwischen dem Labes- und dem Bölzigsee überschritt eine alte Handelsstraße, aus der Richtung von Konitz im Südosten kommend, in Richtung der Städte Kolberg und Bublitz den Seepass. Der deutsche Orden sicherte diesen wichtigen Übergang zunächst durch ein sogenanntes Wildhaus.
Im letzten Viertel des 14. Jahrhunderts begann der Orden, das Gebiet im Nordwesten seiner Komturei Schlochau zu entwickeln. In diesem Zuge wurden Stadt und Burg Baldenburg angelegt. Die Stadt erhielt 1382 durch den Hochmeister Konrad Zöllner von Rotenstein eine Handfeste (Stadtprivileg). Neue Handfesten wurden bereits 1395 durch den Hochmeister Konrad von Jungingen und 1408 durch den Hochmeister Ulrich von Jungingen ausgestellt. Die Handfesten gaben der Stadt Baldenburg das Stadtrecht nach Kulmer Recht, wiesen der Stadt Land und Fischereirechte zu und gaben ihr Rechte an den umliegenden Wäldern. Die Ordensburg Baldenburg ist erstmals 1383 als bezogen erwähnt. Sie wurde der Sitz eines Pflegers; die ersten namentlich überlieferten Pfleger sind Ulrich von Lichtenberg (1391) und Heinrich Krischwitz (1397). Das südwestlich der Stadt gelegene Dorf Bischofthum wurde 1408 durch den Hochmeister Ulrich von Jungingen dem Pfarrer von Baldenburg als Pfarrbesitz zugewiesen. 1408 wütete ein großer Brand in der Stadt.
Nach dem Dreizehnjährigen Städtekrieg kam Baldenburg im Zweiten Frieden von Thorn 1466 vom Deutschordensstaat Preußen zum autonomen  Preußen Königlichen Anteils, das sich freiwillig der Oberhoheit der polnischen Krone unterstellt hatte.
1691 erhielten Weber besondere Privilegien, die zu verstärken Ansiedlungen von ihnen führten. Dadurch gab es 1624 53 Tuchmacher in Baldenburg. 1650 wird eine Schule eröffnet. Durch den Krieg gegen Schweden und eine Pestepidemie um 1710 stoppte der Aufschwung des Ortes. Im April 1765 wütete ein Brand in der Stadt und vernichtete 74 Häuser und 20 Scheunen. 1772 lebten 620 Einwohner in der Stadt.
Durch die erste Polnische Teilung 1772 wurde das westliche Preußen mit Baldenburg unter Friedrich II. von Preußen mit dem östlichen Teil des Königreichs Preußen vereinigt. Von 1818 bis 1919 gehörte Baldenburg zum Landkreis Schlochau in der Provinz Westpreußen.
1875 wurde eine katholische Kirche errichtet. Drei Jahre später wurde die Stadt an das Schienennetz angeschlossen.
Um das Jahr 1930 hatte die Gemarkung der Stadt Baldenburg eine Flächengröße von 46,7 km², und im Stadtgebiet standen zusammen 361 Wohnhäuser an sieben verschiedenen Wohnorten:
1. Bahnhof Baldenburg
2. Baldenburg
3. Erholung
4. Gramshof
5. Grünbaum
6. Hohenstein
7. Walkmühle

Im Jahr 1925 wurden in der Stadt Baldenburg 2603 Einwohner gezählt, die auf 81 Haushaltungen verteilt waren. Um 1929 gab es in Baldenburg Kalksandstein- und Sägewerke sowie Böttchereien.
Nach der Annexion des überwiegenden Teils Westpreußens 1920 nach dem Ersten Weltkrieg zum Zweck der Einrichtung des Polnischen Korridors blieb der Kreis Schlochau mit Baldenburg bei Deutschland. Baldenburg gehörte zunächst zur 1922 gebildeten Grenzmark Posen-Westpreußen und kam mit deren Auflösung 1938 zur Provinz Pommern. 1939 lebten in der Stadt etwa 2300 Menschen.
Während des Zweiten Weltkrieges war die Wehrmacht im Ort stationiert, der später auf Grund seiner Lage zu einem wichtigen Verteidigungspunkt beim Anrücken der Roten Armee wurde. Im Rahmen des Projekts Pommernwall wurden Verteidigungsanlagen im Ort und dessen Umgebung errichtet. Am 26. Januar 1945 wurde der Ort trotzdem von der Roten Armee eingenommen. Etwa 80 Prozent des Ortes waren zerstört.
Bald nach Kriegsende wurde Baldenburg zusammen mit Westpreußen und Hinterpommern von der Sowjetunion unter polnische Verwaltung gestellt. Danach begann die Zuwanderung polnischer und ukrainischer Zivilisten, zunächst vorwiegend aus Gebieten östlich der Curzon-Linie. Die Polen führten für Baldenburg die Ortsbezeichnung Biały Bór ein. Im Mai 1947 kam der Ausweisungsbefehl für alle verbliebenen Deutschen. Sie wurden in zwei Transporten zu je 400 Personen aus Baldenburg in Richtung Westen vertrieben.
1957 lebten 1315 Menschen in Biały Bór, darunter auch viele Ukrainer polnischer Staatsangehörigkeit, die im Rahmen der Aktion Weichsel umgesiedelt worden waren.

### Demographie
| Jahr | Einwohner | Anmerkungen |
| ---- | --------- | --- |
| 1783 | 815       | einschließlich des Magistrats meist Deutsche und Protestanten (wenige Katholiken, sechs privilegierte Schutzjuden-Familien) |
| 1831 | 1185      | meist Deutsche und Evangelische                                                                                             |
| 1864 | 2124      | davon 1.949 Evangelische und 56 Katholiken                                                                                  |
| 1871 | 2144      | darunter 1.940 Evangelische und 60 Katholiken                                                                               |
| 1875 | 2177      | [ 11 ] |
| 1890 | 2237      | davon 38 Katholiken und 83 Juden                                                                                            |
| 1905 | 2449      | meist Evangelische |
| 1925 | 2603      | davon 81 Katholiken und 40 Juden                                                                                            |
| 1933 | 2396      | [ 11 ] |
| 1939 | 2294      | , meist Evangelische |
| 1957 | 1315      | |

### Sehenswürdigkeiten
- Neogotische St.-Michaels-Kirche von 1878.
- Griechisch-katholische Kirche der Geburt der Allerheiligsten Jungfrau Maria, errichtet von 1992 bis 1997
- Denkmal für Taras Schewtschenko

### Verkehr
Biały Bór liegt am Schnittpunkt der Landesstraße 20 von Danzig nach Stargard (Stargard in Pommern) mit der Landesstraße 25 von Bobolice (Bublitz) nach Bydgoszcz (Bromberg) und weiter bis Oleśnica (Oels).
Der Bahnhof Biały Bór liegt an der von Szczecinek (Neustettin) nach Słupsk (Stolp) führenden Bahnstrecke.

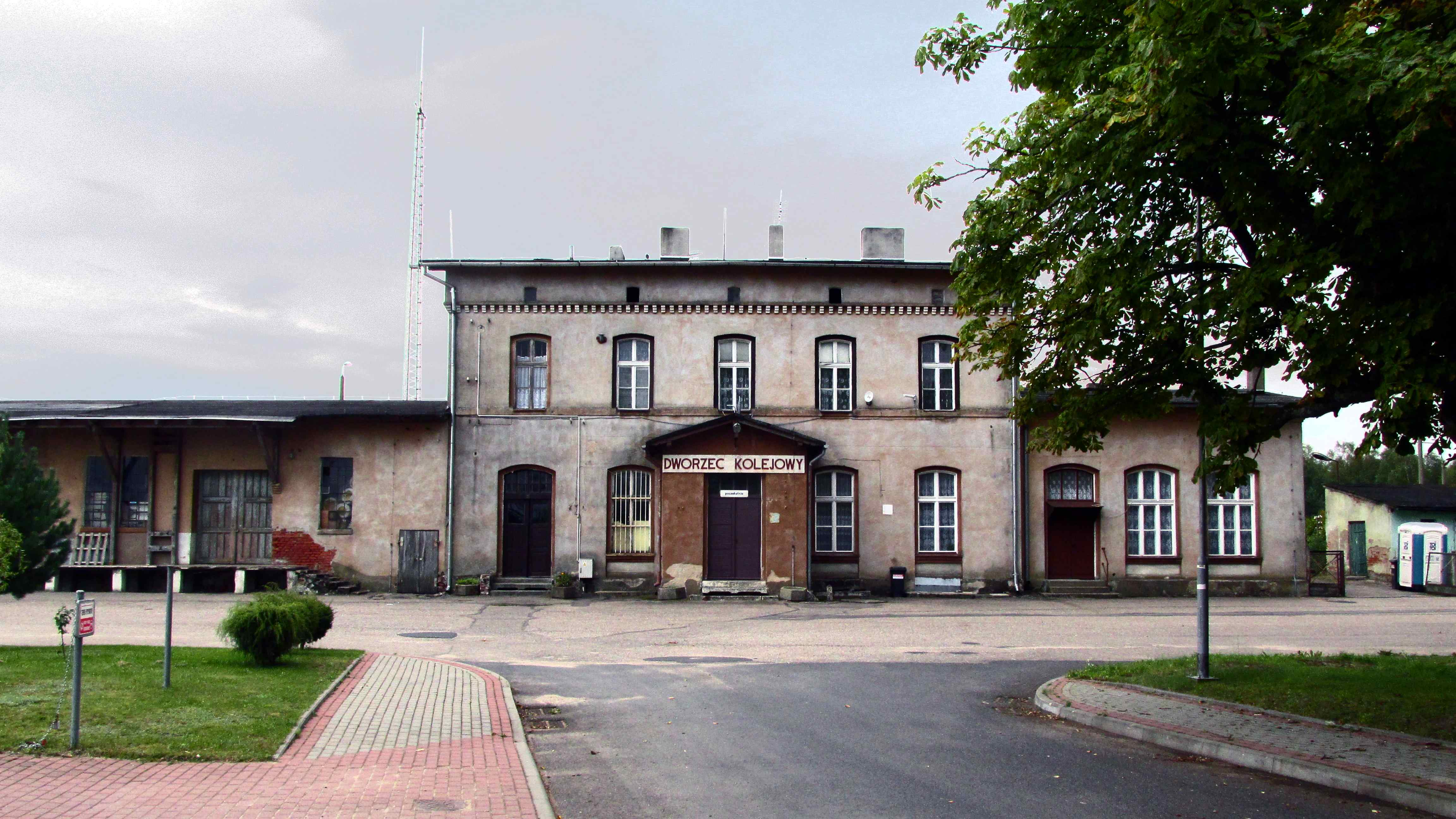
Bahnhof, Eingangsseite
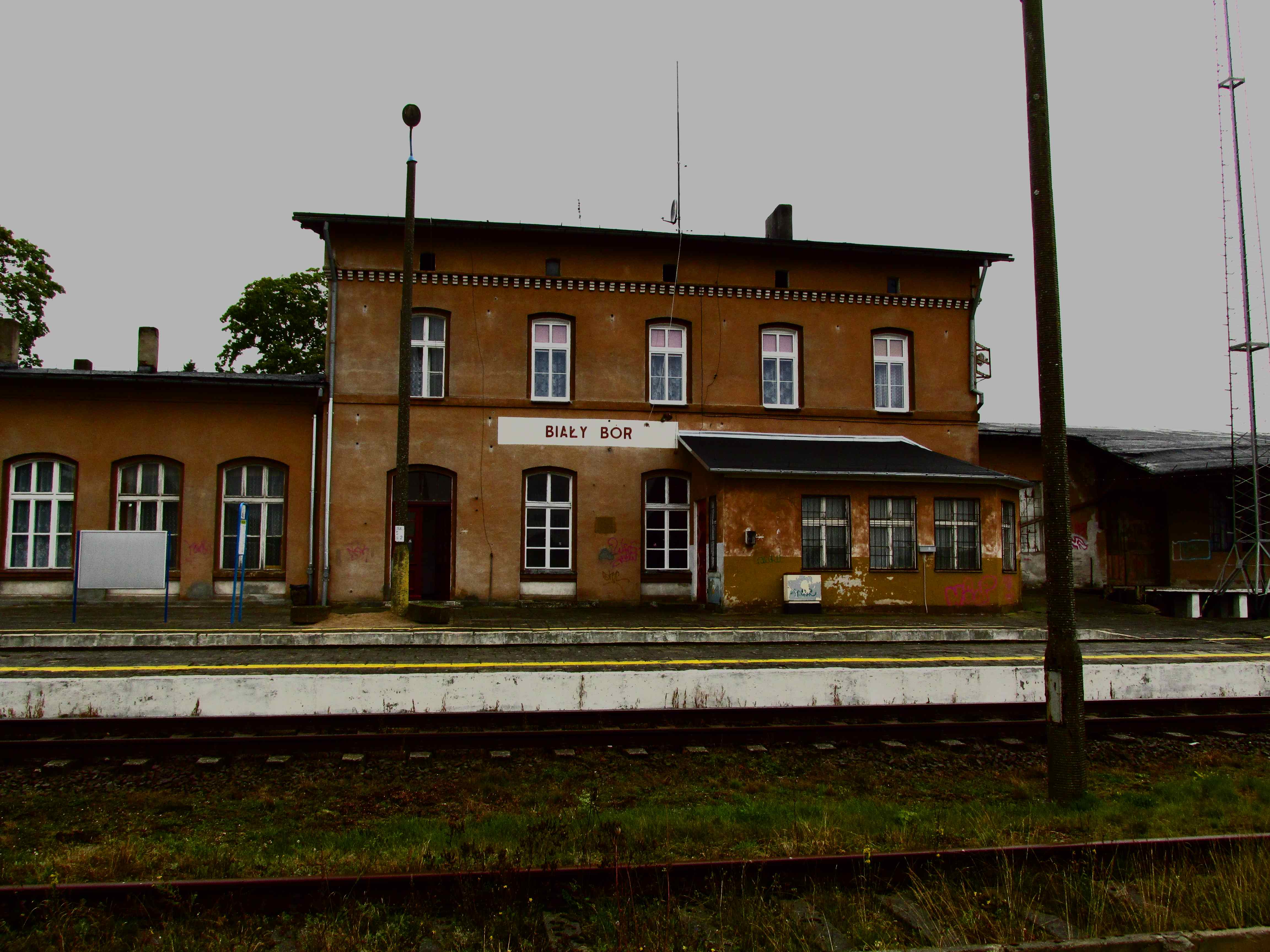
Bahnhof, Rückseite
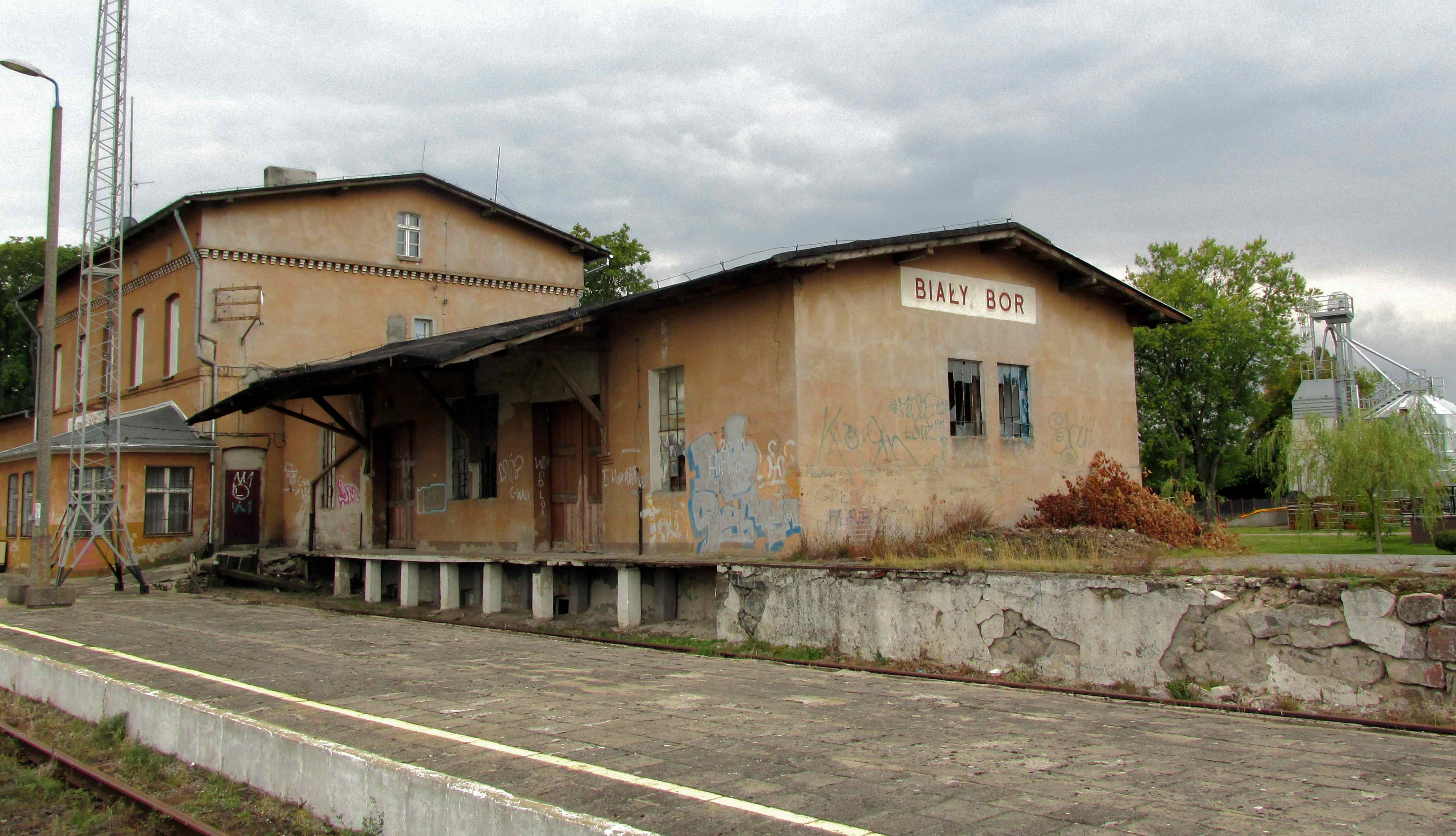
Bahnhof, Güterschuppen
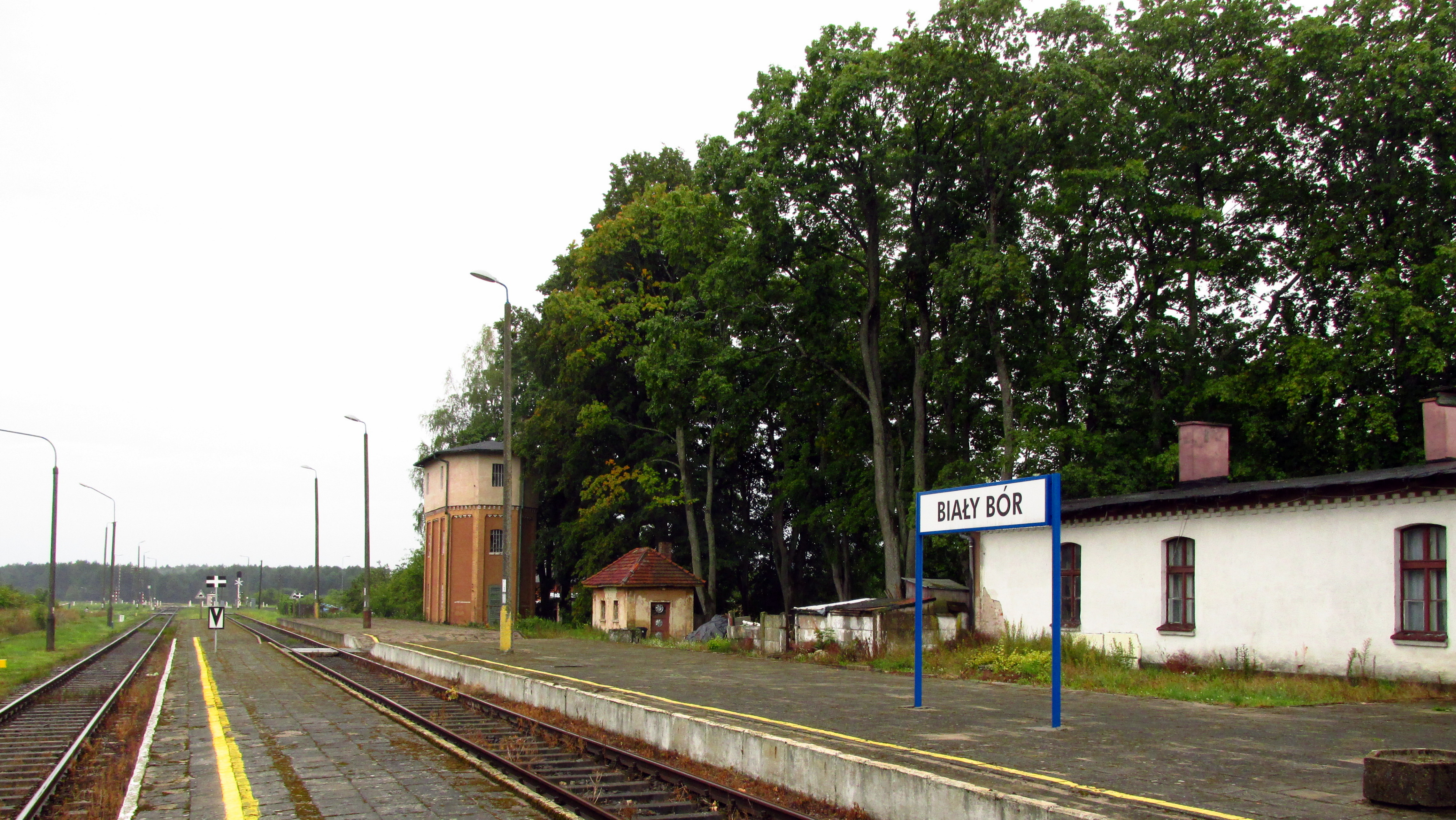
Bahnhof, Bahnsteig

## Söhne und Töchter der Stadt
- Samuel Friedrich Biegon von Czudnochowski (1789–1864), preußischer Politiker
- Karl Ruß (1833–1899), deutscher Fachbuchautor im Bereich Vögel
- Georg Maercker (1865–1924), deutscher Generalmajor im Ersten Weltkrieg
- Harald Volkmann (1905–1997), deutscher Physiker und Hochschullehrer
- Dora Kärgel (1915–2003), deutsche Textilgestalterin
- Walter Poeggel (1929–2019), deutscher Völkerrechtler und Hochschullehrer
- Udo Keller (1941–2012), deutscher Unternehmer und Ehrensenator der Universität Tübingen

## Gmina Biały Bór

### Allgemeines
Die Stadt- und Landgemeinde Biały Bór umfasst eine Fläche von 270 km² bei einer Einwohnerzahl von mehr als 5000. Sie liegt im südlichen Osten der Woiwodschaft Westpommern unmittelbar an der Grenze zur Woiwodschaft Pommern.
Im Norden der Gemeinde erhebt sich mit 239,1 Metern der Burgwallberg als einer der höchsten pommerschen Berge.
In der Gemeinde gelten zwei Postleitzahlen:
- Drzonowo (Schönau) = 78-421
- Biały Bór = 78-425.

Im Gemeindegebiet gibt es außer dem Bahnhof in Biały Bór noch die Bahnstation Drzonowo, beide an der Staatsbahnstrecke 405 Piła (Schneidemühl) – Ustka (Stolpmünde) gelegen.
Nachbargemeinden der Gmina Biały Bór sind:
- in der Woiwodschaft Westpommern:
  - Szczecinek (Neustettin) im Powiat Szczecinecki (Kreis Neustettin)
  - Bobolice (Bublitz) und Polanów (Pollnow) im Powiat Koszaliński (Kreis Köslin)
- in der Woiwodschaft Pommern:
  - Miastko (Rummelsburg) im Powiat Bytowski (Kreis Bütow)
  - Koczała (Flötenstein) und Rzeczenica (Stegers) im Powiat Człuchowski (Kreis Schlochau).

### Gemeindegliederung
Die Gmina Biały Bór untergliedert sich in 17 Ortsteile mit einem Schulzenamt (polnisch sołectwo) bei 43 Ortschaften insgesamt:
- Ortsteile:

| - Biała (Groß Wittfelde) - Biały Dwór (Garmshof) - Bielica (Fernheide) - Biskupice (Bischofthum) - Brzeźnica (Briesnitz) - Dyminek (Demmin) - Drzonowo (Schönau) - Grabowo (Grabau) - Kaliska (Schönberg) | - Kazimierz (Kasmirshof) - Kołtki (Hölkewiese) - Przybrda (Ebersfelde) - Sępolno Małe (Klein Karzenburg) - Sępolno Wielkie (Groß Karzenburg) - Stępień (Stepen) - Świerszczewo (Schönwalde) - Trzebiele (Neufeld) |

- Übrige Ortschaften:
- Bagniewko (Rohrhof), Białka (Klein Wittfelde), Biskupice-Kolonia, Świerczewo/Błogowo (Marienburg), Borzęcino (Borntin), Cieszęcino, Cybulin (Neuhof), Dalkowo (Wiesenberg), Dołgie (Dolgen), Domaradz, Donimierz (Petersberg), Jawory (Flußberg), Kamienna (Hohenstein), Kierzkowo, Koleśnik (Pulvermühl), Kosobudy, Linowo (Linow), Lubisz (Lubschendorf), Miłkowo (Mielenkamp), Miłobądz (Karlshof), Ponikwa (Steinberg), Radzewo, Rosłonki (Rosenhof), Rzyszczewko (Ristenkaten), Stepno und Zduny.

### Partnergemeinden
Es besteht eine Partnerschaft zur Samtgemeinde Salzhausen in Niedersachsen.